# Algeria International 2018
Die Algeria International 2018 als offene internationale Meisterschaften von Algerien im Badminton fanden vom 7. bis zum 10. Februar 2018 in Algier statt. 

## Sieger und Platzierte
| Disziplin    | Gold                                    | Silber                                         | Bronze                                         |
| ------------ | --------------------------------------- | ---------------------------------------------- | ---------------------------------------------- |
| Herreneinzel | Bilal Elharab                           | Mohamed Mostafa Kamel                          | Matthew Abela                                  |
| Herreneinzel | Bilal Elharab                           | Mohamed Mostafa Kamel                          | Majed Yacine Balahoune                         |
| Dameneinzel  | Halla Bouksani                          | Linda Mazri                                    | Dounia Naama                                   |
| Dameneinzel  | Halla Bouksani                          | Linda Mazri                                    | Malak Ouchefoun                                |
| Herrendoppel | Mohamed Abderrahime Belarbi Adel Hamek  | Majed Yacine Balahoune Mohamed Amine Guelmaoui | Yacine Allou Walid Belaidene                   |
| Herrendoppel | Mohamed Abderrahime Belarbi Adel Hamek  | Majed Yacine Balahoune Mohamed Amine Guelmaoui | Sifeddine Larbaoui Mohamed Abdelaziz Ouchefoun |
| Damendoppel  | Doha Hany Hadia Hosny                   | Halla Bouksani Linda Mazri                     | Amrouni Kahina Dounia Naama                    |
| Damendoppel  | Doha Hany Hadia Hosny                   | Halla Bouksani Linda Mazri                     | Abed Arina Bounaas Melissa                     |
| Mixed        | Mohamed Amine Guelmaoui Malak Ouchefoun | Mohamed Mostafa Kamel Jana Ashraf              | Majed Yacine Balahoune Imane Chekkal           |
| Mixed        | Mohamed Amine Guelmaoui Malak Ouchefoun | Mohamed Mostafa Kamel Jana Ashraf              | Sifeddine Larbaoui Halla Bouksani              |